# Autobusna linija br. 242 u Zagrebu
Linija 242 (Glavni kolodvor – Podbrežje) dnevna je autobusna linija u Zagrebu.
Prometuje svaki dan na trasi: Glavni kolodvor – Trg Stjepana Radića – Ulica Hrvatske bratske zajednice – Most slobode – Avenija Većeslava Holjevca – Vatikanska ulica – Podbrežje okretište
Povezuje novoizgrađeno Podbrežje s Glavnim kolodvorom gdje se ostvaruje presjedanje na vlak ili tramvaj. Prolazi uz novozagrebačke kvartove Siget i Sopot. Linija je uvedena 14. rujna 2018.

## Vanjske poveznice
- Vozni red linije 242